# Büyük Gelengeç, Çayırlı
Büyükgelengeç là một xã thuộc huyện Çayırlı, tỉnh Erzincan, Thổ Nhĩ Kỳ. Dân số thời điểm năm 2010 là 42 người.